# Attaque du 18 mars 2017 à Orly
L'attaque du 18 mars 2017 à Orly est une attaque terroriste perpétrée le 18 mars 2017 à Stains (Seine-Saint-Denis) et à l'aérogare sud de l'aéroport de Paris-Orly.
Selon les déclarations du ministre de l'Intérieur Bruno Le Roux, cette double attaque a été organisée par un ressortissant français âgé de 39 ans d'origine tunisienne, Ziyed Ben Belgacem, demeurant à Garges-lès-Gonesse (Val-d'Oise).

## Contexte
Depuis les attentats de novembre 2015, l'état d'urgence est en vigueur en France. L'armée française est déployée sur le territoire dans le cadre de l'opération Sentinelle.
À la date du 18 mars 2017, jour de l'attaque, la France est toujours placée en alerte selon le nouveau plan Vigipirate dit de « 3e niveau », entré en vigueur depuis le 1er décembre 2016.
L'attaque est perpétrée en pleine campagne pour l'élection présidentielle française de 2017, le jour même de la validation des candidatures par le Conseil constitutionnel.

## Déroulement des faits

### Fusillade de Stains
Le samedi 18 mars 2017, à 6 h 55 du matin, des policiers effectuent un contrôle de routine sur le territoire de la commune de Stains en Seine-Saint-Denis, au niveau d'un rond-point à la limite du territoire communal de Garges-lès-Gonesse.
Contrôlé à cette occasion, le conducteur d'une Renault Clio de couleur blanche remet tout d'abord ses papiers. Il ouvre ensuite le feu avec un pistolet à grenaille en direction de deux policiers, touchant un policier au visage et prend la fuite avec sa voiture tout en continuant à tirer en direction des policiers. Les forces de l'ordre ripostent de plusieurs coups de feu en direction du véhicule et de son conducteur en fuite.

### Incident de Vitry-sur-Seine
Le même jour, à 7 h 40, à Vitry-sur-Seine (Val-de-Marne), le même individu entre dans un bar qu'il fréquente régulièrement et menace de séquestrer des gens au « nom d'Allah ». Il tire ensuite une dizaine de coups de feu, mais sans blesser aucun témoin de l'incident.

### Carjackingà Paris
À une heure non encore déterminée, mais peu de temps après avoir quitté le bar de Vitry-sur-Seine, l'individu se livre à un carjacking : il vole un véhicule, une Citroën Picasso, braquant une femme accompagnée de sa fille de 18 ans tout en proférant des menaces. Avec ce véhicule, il se rend à l'aéroport d'Orly. Le véhicule est retrouvé par la suite.

### Attaque à l'aérogare sud d'Orly
À 8 h 50, l'individu pénètre dans le hall 1 de l’aéroport d’Orly-Sud. Un groupe de trois militaires de l'opération Sentinelle, composé de deux hommes et d'une femme, sont en train de patrouiller au même endroit dans le cadre de leurs fonctions. L'individu agresse alors la femme militaire du groupe, l'entraîne sur le sol et tente de lui dérober son fusil d'assaut en la menaçant avec son pistolet à grenaille. À la suite d'une courte lutte, l'individu parvient à prendre en otage la militaire en s'emparant de son fusil d'assaut, alors que les autres militaires tentent de le dissuader. Selon de nombreux témoignages, l'assaillant aurait déclaré lors de l'agression : « Posez vos armes, mains en l'air, je suis là pour mourir par Allah ! ». L’homme est cependant abattu par les militaires. Mis à part l'attaquant tué, aucune victime n’est à déplorer au cours de l'attaque.
Par la suite, plus de 3 000 personnes sont évacuées du secteur de l'aérogare. Le RAID ainsi que les services de secours s'installent sur ce secteur sécurisé par les forces de l'ordre. Les services de déminage sont également présents pour s'assurer que l'assaillant n'est pas porteur d'un gilet explosif.
Tous les vols en direction de Paris-Orly sont annulés ou détournés vers d'autres aéroports. La section antiterroriste du parquet de Paris est saisie de l’enquête.

## Enquête judiciaire
Le texte peut changer fréquemment, n’est peut-être pas à jour et peut manquer de recul. 
Le titre et la description de l'acte concerné reposent sur la qualification juridique retenue lors de la rédaction de l'article et peuvent évoluer en même temps que celle-ci.

### Profil du suspect
L'assaillant est identifié comme étant Ziyed Ben Belgacem, un Français de 39 ans, dont les parents d'origine tunisienne sont domiciliés en France.
Connu pour des faits de délinquance de droit commun, son casier judiciaire comporte neuf mentions pour des vols à main armée et des faits de trafic de stupéfiants. Plusieurs condamnations de nature pénale avaient déjà été prononcées contre lui, dont cinq ans d’emprisonnement pour vol à main armée et deux peines de trois et cinq ans d’emprisonnement pour trafic de stupéfiants. Au moment de l'attaque, l'individu était encore sous contrôle judiciaire. Il était sorti en novembre 2016 de la prison de Fresnes.
En outre, selon les déclarations du procureur de la République, François Molins, l'assaillant avait été « repéré comme radicalisé à l’occasion d’un passage en détention au début des années 2010 » mais n'avait pas fait l'objet d'une fiche signalétique, dite Fiche S, les investigations n'ayant pas mis en évidence de risque immédiat, mais uniquement d'une Fiche J,.
Les analyses toxicologiques pratiquées sur la dépouille de l'attaquant mettent en évidence la présence dans son sang d’alcool (0,93 g par litre), de cannabis et de cocaïne. Le père de l'individu, entendu en garde à vue avant d'être mis hors de cause, exclut des motivations terroristes aux actes de son fils : « Jamais il n’a fait la prière et il boit. Et sous l’effet de l’alcool et du cannabis, voilà où on arrive ».

### Déroulement de l'enquête
L'enquête est confiée à la section anti-terroriste (SAT) de la Brigade criminelle, la sous-direction anti-terroriste (SDAT) de la Police judiciaire et la direction générale de la Sécurité intérieure (DGSI). Des perquisitions sont faites chez l'assaillant à Garges-lès-Gonesse. Son père et son frère sont également entendus.
François Molins, le procureur de la République, précise que l'homme abattu à Orly avait réclamé aux militaires de poser leurs armes : « Posez vos armes, mains en l'air, je suis là pour mourir par Allah, aujourd'hui il y aura des morts ». Molins indique que l'assaillant « a jeté au sol un sac contenant un bidon d'hydrocarbures » et précise qu'« un briquet, un paquet de cigarettes, ainsi qu'un Coran et 750 euros en liquide » ont aussi été découverts. Il fait également part de la teneur de son casier judiciaire : « Neuf mentions pour faits de violence, de recel (...) condamné à trois années de prison pour trafic de stupéfiants en 2009 (...) puis à cinq années par le même tribunal de Créteil. ». Il ajoute par la suite que l'assaillant avait fait l'objet d'une perquisition administrative après les attentats de Paris en novembre 2015.

## Réactions

### Déclaration de François Hollande
Le 18 mars 2017, le site web du palais de l'Élysée publie un communiqué du président de la République François Hollande, qui salue « le courage et le comportement exceptionnel des forces de sécurité qui ont pu mettre hors d’état de nuire l’individu et le faire dans des conditions qui étaient extrêmement délicates puisque c’était à l’aéroport d’Orly. ».

### Déclarations de candidats à l'élection présidentielle
La tentative d'attentat s'étant déroulée durant la campagne présidentielle de 2017, de nombreux candidats officiels à cette élection ont effectué des déclarations :
- Le candidat du parti Les Républicains, François Fillon, à l'occasion d'un communiqué publié le 18 mars 2017, déclare que la France se trouve « en situation de quasi guerre » et « que rien, n'autorise à lever l'état d'urgence... »[17] ;
- La candidate du Front national, Marine Le Pen, déclare lors d'un meeting organisé le 18 mars, « que le gouvernement est dépassé, ahuri, tétanisé, comme un lapin dans les phares d'une voiture », entraînant une réplique immédiate du Premier ministre Bernard Cazeneuve, celui-ci réclamant « plus de dignité » de la part de la candidate[18] ;
- Le candidat de Debout la République, Nicolas Dupont-Aignan, invité le 18 mars sur le plateau du journal de 20 heures de TF1, salue « le professionnalisme des forces de l'ordre ». Il déclare également qu'il « mesure la gravité de la situation car les mesures qui s'imposaient n'ont pas été mises en œuvre »[19].
- Le candidat du mouvement En marche !, Emmanuel Macron, évoque l'attaque d'Orly lors de son meeting de Strasbourg du 18 mars et fait référence à l'efficacité des militaires chargés d'assurer la sécurité des lieux et des personnes[réf. nécessaire].